# 中野愛子 (写真家)
中野 愛子（なかの あいこ、1968年 - ）は、日本の写真家。神奈川県厚木市出身。

## 人物・略歴
神奈川県立厚木高等学校、多摩美術大学美術学部絵画科卒業。第8回写真ひとつぼ展(1996年)グランプリ。若手美術家の登竜門であるINAXギャラリー2の企画個展で、現代美術家としてデビュー（1993年）。新人写真家の登竜門である写真ひとつぼ展への応募入選（1995年）を皮切りに、写真家としての活動を開始。個展、受賞多数。藤原竜也・伴都美子（Do As Infinity）・矢口真里（モーニング娘。）の写真集や、映画『NANA』・『ホームレス中学生』・『キャラクター』・『ブラックナイトパレード』・『夏目アラタの結婚』のスチールなどでも知られる。

## 主な受賞
- 1995年 - 第5回写真3.3m2展（ひとつぼ展）入選
- 1995年 - 第1回 Veuve Clicquot photo contest「クリック・クリコ」3位
- 1995年 - 第6回写真3.3m2展（ひとつぼ展）入選
- 1996年 - 「TDC年鑑 95-96」入選
- 1996年 - 第8回写真3.3m2展（ひとつぼ展）グランプリ

## 主な展覧会

### 個展
- 1993年 - 「中野愛子展-PRINT-」（INAXギャラリー2、東京）
- 1996年 - 「aiko nakano photo exhibition "from TOKYO, to Tokyo"」（BEAMS TOKYO、渋谷）
- 1997年 - 第8回写真「3.3m2展」グランプリ受賞者個展『Life＊Life＊Life』（Guardian Garden、銀座）
- 2000年 - 「中野愛子展〜藤原竜也写真集『persona』展〜」（ギャラリーイセヨシB会場、銀座）
- 2010年 - 「中野愛子写真展『MONTHLY SHOOTING』」hair＆makeup：貴島貴也（ギャラリー舫、銀座）
- 2010年 - 「中野愛子写真展『MONTHLY SHOOTING』」hair＆makeup：貴島貴也（Bodaiju Cafe、大阪）
- 2011年 - 中野愛子『Season's Greetings』hair＆makeup：貴島タカヤ（GALLERY SPEAK FOR、代官山）
- 2012年 - 「中野愛子写真展『MONTHLY SHOOTING』」hair&makeup:貴島タカヤ（Garally&Bar HATIS、厚木）
- 2013年 - 「中野愛子写真展『MONTHLY SHOOTING』」hair&makeup:貴島タカヤ（Garally&Bar HATIS、厚木）
- 2014年 - 「中野愛子写真展『まりえ』」model：小野まりえ・hair&makeup：貴島タカヤ・location：MOTOYA Book・Cafe・Gallery・special thanks：本屋暁子 ×美術家：Yooma Mayo[Garally&Bar HATIS，厚木]
- 2015年 - 「中野愛子写真展『YUKIE』」model：YUKIE ×美術家：Yooma Mayo[Garally&Bar HATIS，厚木]
- 2016年 - 「中野愛子写真展『足利と仁』」model：比佐仁 ×美術家：Yooma Mayo[Garally&Bar HATIS，厚木]
- 2017年 - 「中野愛子写真展『「オト」を訊く』」 ×美術家：Yooma Mayo[Garally&Bar HATIS，厚木]
- 2018年 - 10th Anniversary「Book+」同時開催-Installation art『「オト」を訊く』（中野愛子）[MOTOYA Book・Cafe・Gallery・，渋谷]
- 2018年 - 「中野愛子 x 佐藤勝広 写真展『47歳のスタートライン』～カツオジャパンを叩き上げた人々～」model:佐藤勝広（カツオジャパン）＆恩人さん5人＋1組[ビリオン，六本木]
- 2019年 - 「中野愛子写真展『「オト」を訊く』」 [五十音，銀座]
- 2019年 - 「中野愛子写真展『RISA IS IN ASHIKAGA』」model：来栖梨紗[Garally&Bar HATIS，厚木]
- 2020年 - 「中野愛子写真展『仲街よみ ～六畳間の君へ～』」model：仲街よみ・hair&makeup:西藤恭子[Garally&Bar HATIS，厚木]
- 2021年 - 「中野愛子写真展『仲街よみ ～On the way～』」model：仲街よみ[Garally&Bar HATIS，厚木]
- 2022年 - 「中野愛子写真展『桜雨』」model：YUKIE[Garally&Bar HATIS，厚木]
- 2023年 - 「中野愛子写真展『Daydream Journey』」model：YUKIE[Garally&Bar HATIS，厚木]

### グループ展
- 1994年 - 「R・E・C・I・P・E 絵かきが字をかく、字かきが絵をかく～書、絵画、彫刻の有機交流～」（大崎ウエストギャラリー、大崎）
- 1997年 - 「PHOTO EXHIBITION 『Visions』 PART1：NAKED EYES」（PARCO GALLERY、渋谷）
- 1997年 - 「日本のニュージェネレーションのフォトグラファー展（仮題）」（COLETTE、Paris France）
- 1997年 - 「第11回大なんば祭『なんばde学校天国』「なんばヌーボォ」女性フォトグラファー展」（元精華小学校、大阪）
- 1998年 - 「「東京写真月間'98」『「カレイドスコープ-'90年代の女性写真家たち」展』」（新宿パークタワー・アトリウム、新宿）
- 1999年 - 「水戸アニュアル'99『プライベートルーム-新世代の写真表現』」（水戸芸術館現代美術ギャラリー、水戸）
- 2000年 - 『スパイラル大作戦---スーパーサインプロジェクト』（スパイラルガーデン、青山）
- 2003年 - Gallery ART SPACE Produce『Printing Relation 3』（ギャラリーそわか1、京都）
- 2004年 - PRIDE7周年記念「WOMEN MEET PRIDE『女性たちが見たプライド』展」（スパイラルガーデン、青山）
- 2005年 - 『NANA-ナナ-TEN』（ラフォーレミュージアム原宿、原宿）
- 2006年 - Gallery ART SPACE Produce『THE LIBRARY』（足利市立美術館、足利）
- 2008年 - 『愛子と一郎とあいみのめっちゃイケテルンバ』企画「愛子と一郎とみんなの写真展『ホリエルンバ』」（ギャラリーhokk、大阪）
- 2008年 - 「都市型アートイベントsebone（せぼね）」（大型壁面看板撮影）（水上ビル、豊橋）
- 2010年 - 「書家：祥洲×写真家：中野愛子『断片』展」model：松田祥一 hair＆makeup：貴島貴也（ギャラリー舫、銀座）
- 2010年 - 中野愛子×藤里一郎×中山祐一朗写真展『愛子と一郎のナカヤマンロック』（ギャラリー舫、銀座）
- 2010年 - 『Bodaiju Festa～イタリーホテル～』（ラマダホテル大阪、大阪）
- 2011年 - Gallery ART SPACE Produce『はるのとびら』[ギャラリー・スペースQ、銀座]
- 2011年 - CAFE UNIZON & Books DANTALON presents 「little press & zine BOOK FAIR 2」展（懐中雑誌『ぱなし』での参加）（CAFE UNIZON、沖縄）
- 2011年 - 「手づくり本フェアvol.3」(model:松田祥一)（MOTOYA Book - Cafe - Gallery、渋谷）
- 2011年 - Gallery ART SPACE Produce『THE LIBRARY 2011』(model:松田祥一)（Toki ArtSpace、外苑前）
- 2011年 - 「もうひとつのBook Fair」（懐中雑誌『ぱなし』での参加）（MOTOYA Book - Cafe - Gallery、渋谷）
- 2011年 - 『ぱなし展』（ギャラリー・ヴィグロワ、茗荷谷）
- 2012年 - 『アートな年賀状展 2012』(『初夢』model:なすび・hair&makeup:貴島タカヤ)（川口市立アートギャラリー・アトリエ、川口）
- 2012年 - ART SPACE Produce『はるのおと』(『はるのおと』model:関口晴雄・style:橘川一正（たちばなや）)（ギャラリー・スペースQ、銀座）
- 2012年 - ゼクシィプロデュース WORDFUL CAFE『愛のコトバ PHOTO EXHIBITION PHOTOGRAPHERS』(model:尾形未紀＆青木修・hair&makeup:貴島タカヤ)（R25カフェ、銀座）
- 2012年 - 「手づくり本フェア vol.4」(『ハル×竜太』model:関口晴雄＆志儀竜太)（MOTOYA Book - Cafe - Gallery、渋谷）
- 2012年 - ゼクシィプロデュース WORDFUL CAFE『愛のコトバ PHOTO EXHIBITION PHOTOGRAPHERS』(model:尾形未紀＆青木修・hair&makeup:貴島タカヤ)（お台場合衆国（カフェ コスタお台場フジテレビ店）、お台場）
- 2012年 - Gallery ART SPACE Produce『THE LIBRARY 2012』(『夏の終わり』model:溝手真喜子)（Toki ArtSpace、外苑前）
- 2012年 - 「もうひとつのBook Fair」（懐中雑誌『ぱなし』での参加）（MOTOYA Book - Cafe - Gallery、渋谷）
- 2012年 - 『自分で作る本格的な写真集』（『てくてくてくてぃ』model:花澄）（MOTOYA Book - Cafe - Gallery、渋谷）
- 2012年 - 『ＢＯＤＡＩＪＵ ＥＸＰＯ』（NEW OSAKA HOTEL 心斎橋、大阪）
- 2013年 - 『zineテん-100人のクリエーター作品が大集合！-』(model:松田祥一)（懐中雑誌『ぱなし』でも参加）（銀座モダンアート、銀座）
- 2013年 - 『緑のEXHIBITION』(『TAKE green』model:酒井武敏)（ギャラリー・スペースQ、銀座）
- 2013年 - 「手づくり本フェアvol.5」(『TAKE orange』model:酒井武敏)（MOTOYA Book - Cafe - Gallery、渋谷）
- 2013年 - Gallery ART SPACE Produce『THE LIBRARY 2013』（『HIKARU』model:吉川光）（Toki ArtSpace、外苑前）
- 2013年 - 『BODAIJU EXPO2』（NEW OSAKA HOTEL 心斎橋、大阪）
- 2014年 - 『zine展4』（『MONTHLY SHOOTING Oct.2009～Sep.2010』hair&makeup:貴島タカヤ）（銀座モダンアート、銀座）
- 2014年 - ART SPACE Produce『はるのひかり』(『ハルとヒカル』model:関口晴雄・吉川光)（ギャラリー・スペースQ、銀座）
- 2014年 - 「手づくり本フェアvol.6」（『まりえ』model：小野まりえ・hair&makeup：貴島タカヤ・location：MOTOYA Book・Cafe・Gallery・special thanks：本屋暁子）（MOTOYA Book - Cafe - Gallery、渋谷）
- 2014年 - Gallery ART SPACE Produce『THE LIBRARY 2014』（『啓・加藤・家』model：加藤啓）（Toki ArtSpace、外苑前）
- 2014年 - 『ＢＯＤＡＩＪＵ ＥＸＰＯ3』（『啓・加藤・家』model:加藤啓／『まりえ』model:小野まりえ・hair&makeup:貴島タカヤ・location:MOTOYA Book・Cafe・Gallery・special thanks：本屋暁子）[NEW OSAKA HOTEL 心斎橋，大阪]
- 2015年 - Gallery ART SPACE Produce『THE LIBRARY in KYOTO』（『YUKIE_xxx』model:YUKIE）[MEDIA SHOPgallery，京都]
- 2015年 - 『つくもがみ』[アートスタジオDungeon，板橋]
- 2015年 - 「手づくり本フェアvol.7」（『JIN』model:比佐仁）[MOTOYA Book・Cafe・Gallery，渋谷]
- 2015年 - Gallery ART SPACE Produce『THE LIBRARY 2015』（『YUKIE_spring』model:YUKIE）[Toki ArtSpace，外苑前]
- 2016年 - Gallery ART SPACE Produce『THE LIBRARY in KYOTO 2016』（『YUKIE_autumn foliage』model:YUKIE）[MEDIA SHOP gallery，京都]
- 2016年 - 『映画「蜜のあわれ」公開記念展示～人を好きになるということは愉しいものでございます～』[渋谷ヒカリエ8F 8/ Creative Lounge MOV SHOWCASE-aiiima 1，渋谷]
- 2016年 -「『映画蜜のあわれ』公開記念展示～人を好きになるということは愉しいものでございます～」[梅田ブルク7劇場ロビー，大阪]
- 2016年 - 『熊本地震チャリティーポストカード展』[Bodaiju Cafe'，大阪]
- 2016年 - 映画『夏美のホタル』ディスプレイ展示[新宿シネマカリテロビー，新宿]
- 2016年 - 「Book+」（『比佐仁20151126』『比佐仁20160513』model:比佐仁）[MOTOYA Book・Cafe・Gallery，渋谷]
- 2016年 - 「『夏美のホタル』映画公開記念　撮影衣装等特別展示 inユーカリプラザ」[ユーカリプラザ，千葉]
- 2016年 - Gallery ART SPACE Produce『THE LIBRARY 2016』（『比佐仁20160710』model:比佐仁）[Toki ArtSpace，外苑前]
- 2016年 - 『CON展-よみがえる街、時間・足利のアート・もうひとつの街-』（『足利と仁』model：比佐仁）[松村記念館他、市内5会場・・・まちなかの古民家・空き家，足利]
- 2016年 - Picaresque×MOTOYA Book・Cafe・Gallery『中目黒 諸芸諸術祭』[ギャラリー比企，中目黒]
- 2017年 - 「Book Lovers」（『YUKIE_winter』model:YUKIE）[MOTOYA Book・Cafe・Gallery，渋谷]
- 2017年 - LIVE「東京ハイボールズがやってくる！」出演：東京ハイボールズ,東京特許サウンズ #スライドショーで参加[Stage p・f，三軒茶屋]
- 2017年 - 「Book+」（model:信川清順 刺繍本『新宿清順』×刺繍作家：UROCO/写真集『Seijun 信川清順』×デザイナー：荒井秋人）[MOTOYA Book・Cafe・Gallery，渋谷]
- 2017年 - Gallery ART SPACE Produce『THE LIBRARY 2017』（『内田周作 20170220&0516&0804』model:内田周作）[Toki ArtSpace，外苑前]
- 2017年 - 第5回『着想は眠らない』テーマ：「オト」（『「オト」を訊く』） [Gallery忘我亭，蓼科]
- 2017年 - 『晦日い』（『年越しそば』model：比佐仁）[アートスタジオDungeon，板橋]＃飛び入り参加
- 2018年 - hgak4 howdygoto×qrqtq kurimura dual photo exhibition『ベンチdeランチ』[REVERSE，銀座]　＃howdygotoのモデルとして参加
- 2018年 - 「Book Lovers」（『YUKIE 20161128&20170324』model:YUKIE）[MOTOYA Book・Cafe・Gallery，渋谷]
- 2018年 - あしかがアートクロス『CON展 2018 en ASHIKAGA』（『渡良瀬川を川連廣明と』model：川連廣明）[栗田美術館他、市内10会場，足利]
- 2018年 - AC,Planning vol.365『ウエディングジュエリー展 私だけのかたち Just my style』[ＡＣ,ギャラリー，銀座]　＃Dress：小沢智恵子の展示パネル写真の撮影（model:来栖梨紗）と作品集の撮影（model:来栖梨紗＆比佐仁）＆デザインとして参加
- 2018年 - 10th Anniversart「Book+」（図録『「オト」を訊く』×デザイン：荒井秋人/宮田政子/橋本実央.）[ MOTOYA Book・Cafe・Gallery，渋谷]
- 2018年 - 「映画『ルームロンダリング』公開記念パネル展」[SHIBUYATSUTAYA B1F，渋谷]
- 2018年 - Gallery ART SPACE Produce『THE LIBRARY 2018』（清順本人デザインのスタンプ集『せいじゅんず』model:信川清順/hair&makeup:yurie/accessories: sikakeproject）[Toki ArtSpace，外苑前]
- 2018年 - 第6回『着想は眠らない』テーマ：「トキ」（「YUKIEと私の小さな魔法の書」model:YUKIE）[Gallery忘我亭，蓼科]
- 2018年 -『晦日い』（『空の青』model：溝手真喜子/hair&makeup：貴島タカヤ）[アートスタジオDungeon，板橋]＃飛び入り参加
- 2019年 - 「Book Lovers」（写真集『MAKIKO』model：溝手真喜子）[MOTOYA Book・Cafe・Gallery，渋谷]
- 2019年 - Gallery ART SPACE Produce『THE LIBRARY in KYOTO 2019』（「YUKIEと私の小さな魔法の書」model:YUKIE）[MEDIA SHOP gallery，京都]
- 2019年 - あしかがアートクロス『CON展 en ASHIKAGA 2019』（『RISA IS IN ASHIKAGA』model：来栖梨紗）[旧モテギ靴店、旧クリスマス薬局他、市内11会場，足利]
- 2019年 - 「Book+」（写真集『RISA IS IN ASHIKAGA』model：来栖梨紗）[MOTOYA Book・Cafe・Gallery，渋谷]
- 2019年 - Gallery ART SPACE Produce『THE LIBRARY 2019』（写真集『YUKIE_melting chilly』model：YUKIE）[Toki ArtSpace，外苑前]
- 2019年 - 第7回『着想は眠らない』テーマ：「MUSUBU」（「縁はほんとふしぎ ～特別な日や何でもない日を共に重ねる。～」model:齋藤勝美＆武田由希・貴島タカヤ＆渡辺ひろみ）[Gallery忘我亭，蓼科]
- 2019年 - 池田市制施行80周年記念イベント「ほそかわエアミュージアム -創造遊空間-」テーマ：「人間と植物」（『ほそかわプランターズ～植物のプロフェッショナル～』美術家：横山哲朗＆写真家：中野愛子）[細河エリア全域，大阪]
- 2020年 - 「Book Lovers」（写真集『SEIJUN IS IN ASAKUSA』model:信川清順/hair&makeup: yurie/accessories: sikakeproject）[MOTOYA Book・Cafe・Gallery，渋谷]
- 2020年 - Gallery ART SPACE Produce『THE LIBRARY in KYOTO 2020』（model:YUKIE）[MEDIA SHOP gallery，京都]
- 2020年 - Gallery ART SPACE Produce『THE LIBRARY 2020』（写真集『渡月と紅雨 -YUKIE-』model：YUKIE）[Toki ArtSpace，外苑前]
- 2021年 - 「Book Lovers」（写真集『ほころぶ』model:比佐仁）[MOTOYA Book・Cafe・Gallery，渋谷]
- 2021年 - 「キャラクター展」[OPA GALLERY（心斎橋オーパ 9F），大阪]
- 2021年 - 「キャラクター展」[hmv museum　（「HMV&BOOKS SHIBUYA」6F），渋谷]
- 2021年 - Gallery ART SPACE Produce『THE LIBRARY 2021』（写真集『仲街よみ On the way』model：仲街よみ[Toki ArtSpace，外苑前]
- 2022年 - 「Book Lovers」（写真集『仲街よみ ～旅愁～』model:仲街よみ）[ MOTOYA Book・Cafe・Gallery，渋谷]
- 2022年 - Gallery ART SPACE Produce『THE LIBRARY 2022』（写真集『桜雨』model：YUKIE[Toki ArtSpace，外苑前]
- 2023年 - 「Book Lovers」（写真集『dazzle』model：YUKIE）[MOTOYA Book・Cafe・Gallery，渋谷]
- 2023年 - Gallery ART SPACE Produce ライブラリー30周年展『THE LIBRARY 2023』（写真集『Daydream Journey』model：YUKIE）[Toki ArtSpace，外苑前]
- 2024年 - 『緊急開催中の能登半島地震チャリティーポストカード展』[Bodaiju Cafe'，大阪]
- 2024年 - お家にアートを飾ろう『四畳半に飾れる小作品展』（写真集『Daydream Journey』model：YUKIE） at「下町画廊 VOL VOLARE，曳舟」
- 2024年 - Gallery ART SPACE Produce『THE LIBRARY 2024』（写真集『Happy Branch』model：YUKIE）[Toki ArtSpace，外苑前]

## 写真集
- 2000年 - 藤原竜也写真集『persona』 撮影:中野愛子 B5判・96ページ（角川書店 ISBN 4048532200）
- 2001年 - 伴都美子（Do As Infinity）写真集『SUMMER DAYS』 撮影:中野愛子 B5変形判（集英社 ISBN 4834252086）
- 2002年 - 矢口真里（モーニング娘。）写真集『ヤグチ』 A4判ハードカバー（ワニブックス ISBN 4847026977）
- 2004年 - 『エンゲキからはじめました。小林顕作』撮影＝中野愛子、藤里一郎（ネルケ出版）
- 2005年 - 『映画（NANA）フォト・メイキングブック』（集英社 ISBN 408102054X）
- 2008年 - 『ホームレス中学生 公式パーフェクトブック』（ワニブックス ISBN 4847018087）

## 映画・TVドラマスチール
- 1999年 - 映画『双生児』 監督：塚本晋也 原作：江戸川乱歩 主演：本木雅弘、りょう
- 2001年 - 映画『完全なる飼育-愛の40日-』 監督：西山洋市 原作：松田美智子 出演：深海理絵、緋田康人、竹中直人 他
- 2002年 - TVドラマ『天国への階段』読売テレビ、日本テレビ系列 主演：佐藤浩市、本上まなみ （劇用写真）
- 2005年 - 映画『NANA』 監督：大谷健太郎 原作：矢沢あい「ＮＡＮＡ」（Cookie／集英社刊） 主演：中島美嘉、宮崎あおい
- 2005年 - 映画『岸和田少年愚連隊・カオルちゃん最強伝説／マレーの虎』 監督：宮坂武志 出演：竹内力、田口トモロヲ、小嶺麗奈 他
- 2005年 - 映画『奇妙なサーカス』 監督：園子温 主演：宮崎ますみ、いしだ壱成
- 2006年 - 映画『サイレン』 監督：堤幸彦 主演：市川由衣
- 2006年 - 映画『7月24日通りのクリスマス』 監督：村上正典 主演：大沢たかお、中谷美紀
- 2006年 - ショートフィルム『残された光たち』 監督：諸江亮 主演：池田香織、伊藤主税 ＊「第5回海老名プレミアム映画祭『フィルムコンクール2006』」第1回グランプリ
- 2006年 - 映画『NANA2』 監督：大谷健太郎 原作：矢沢あい「NANA」(Cookie／集英社刊） 主演：中島美嘉、市川由衣
- 2008年 - 映画『ホームレス中学生』 監督：古厩智之 原作：田村裕（麒麟）『ホームレス 中学生』 主演：小池徹平
- 2009年 - 映画『ロボゲイシャ』 監督：井口昇 主演：木口亜矢 （スチール応援）
- 2009年 - 映画『ルナの子供』 監督：鈴木章浩 主演：田中冬星、佐伯佳奈杷、岩元英理、北澤彰斗、奥真紀子、中嶋珠美
- 2009年 - 映画『夜の影』 監督：田中冬星、共同監督：鈴木章浩 出演：田中冬星、星乃舞、岡島博徳
- 2010年 - TVドラマ『新撰組 PEACE MAKER』MBS、TBS 原作：黒乃奈々絵『新撰組異聞PEACEMAKER』『PEACEMAKER鐡』 主演：須賀健太 （スチール応援）
- 2010年 - TVドラマ＆短編映画「BUNGO -日本文学シネマ-『富美子の足』」TBS、BS-TBS 監督：橋本光二郎 原作：谷崎潤一郎 主演：加藤ローサ
- 2010年 - TVドラマ＆短編映画「BUNGO -日本文学シネマ-『魔術』」TBS、BS-TBS 監督：熊切和嘉 原作：芥川龍之介 主演：塚本高史
- 2010年 - TVドラマ＆短編映画「BUNGO -日本文学シネマ-『檸檬』」TBS、BS-TBS 監督：吉田恵輔 原作：梶井基次郎 主演：佐藤隆太
- 2010年 - TVドラマ＆短編映画「BUNGO -日本文学シネマ-『高瀬舟』」TBS、BS-TBS 監督：冨樫森 原作：森鷗外 主演：成宮寛貴
- 2010年 - TVドラマ＆短編映画「BUNGO -日本文学シネマ-『グッド・バイ』」TBS、BS-TBS 監督：篠原哲雄 原作：太宰治 主演：山崎まさよし、水川あさみ
- 2010年 - TVドラマ＆短編映画「BUNGO -日本文学シネマ-『黄金風景』」TBS、BS-TBS 監督：アベユーイチ 原作：太宰治 主演：向井理、優香
- 2010年 - 映画「ドグマ96♯3『進化 coming future』」 監督：中川究矢 出演：村上賢司、山下敦弘、大西健児、白石晃士、松江哲明、寺内康太郎、横浜聡子 他
- 2010年 - 短編映画『ロック』 監督：中山祐一朗 （劇用写真）
- 2010年 - 映画『庵治石の味』 監督：片岡秀明 出演：佐藤貴広、小野まりえ、志賀圭二郎、村井克行、朝岡実嶺、提坂笑加、根岸つかさ、なすび、高橋努
- 2010年 - 映画「ドグマ96♯5『ぱんいち夫婦』」 監督：寺内康太郎 出演：奈賀毬子、松下幸史、椿鮒子
- 2011年 - TVドラマ「クルマのふたり～TOKYO DRIVE STORIES♯001『狼は天使の匂い』」BS12ch TwellV 監督：操上和美 出演：宇崎竜童、西岡徳馬
- 2011年 - TVドラマ「クルマのふたり～TOKYO DRIVE STORIES♯003『頼むから静かにしてくれ』」BS12ch TwellV 監督：松木創 出演：石黒賢、鈴木亜美
- 2011年 - TVドラマ「クルマのふたり～TOKYO DRIVE STORIES♯004『眺めのいい部屋』」BS12ch TwellV 監督：根本和政 出演：中山忍、石黒英雄
- 2011年 - TVドラマ「クルマのふたり～TOKYO DRIVE STORIES♯005『クルマの中のクリスマス』」BS12ch TwellV 監督：星田良子 出演：水夏希、伊澤柾樹
- 2012年 - TVドラマ「クルマのふたり～TOKYO DRIVE STORIES♯006『同級生』」BS12ch TwellV 監督：北川学 出演：菊川怜、佐藤祐基
- 2012年 - TVドラマ「クルマのふたり～TOKYO DRIVE STORIES♯007『お楽しみはこれからだ』」BS12ch TwellV 監督：松木創 出演：長谷川朝晴、阿南健治
- 2012年 - TVドラマ「クルマのふたり～TOKYO DRIVE STORIES♯008『白いドレスの女』」BS12ch TwellV 監督：根本和政 出演：吉田鋼太郎、小川奈那
- 2012年 - TVドラマ「クルマのふたり～TOKYO DRIVE STORIES♯009『プリティー・ウーマン』」BS12ch TwellV 監督：根本和政 出演：安達祐実、仁科亜季子
- 2012年 - TVドラマ「クルマのふたり～TOKYO DRIVE STORIES♯010『突然の訪問者』」BS12ch TwellV 監督：松木創 出演：加藤雅也、平山あや
- 2012年 - TVドラマ「クルマのふたり～TOKYO DRIVE STORIES特別篇『めぐりあう時間』」BS12ch TwellV 演出:星田良子 出演:加藤雅也、岩村麻由美、別所哲也 他
- 2012年 - 『にじいろジーン』フジテレビ ゲスト:六角精児 ＃紹介写真
- 2012年 - 映画『OUTRAGE BEYOND』 監督:北野武 ＃劇用写真応援
- 2012年 - TVドラマ「ふたりシリーズ カウンターのふたり#001『桜の記憶』」BS12ch TwellV 演出:松木創、出演:別所哲也、大後寿々花 他
- 2012年 - TVドラマ「ふたりシリーズ カウンターのふたり#002『女ともだち』」BS12ch TwellV 演出:千村利光、出演:国生さゆり、宮地雅子 他
- 2012年 - TVドラマ「ふたりシリーズ カウンターのふたり#003『終わりと始まりの間』」BS12ch TwellV 演出:松木創、出演:敦士、山路和弘 ＊ギャラクシー賞2012年5月度月間賞受賞（放送批評懇談会）
- 2012年 - TVドラマ「ふたりシリーズ カウンターのふたり#004『結婚の条件』」BS12ch TwellV 演出:中島良、出演:中澤裕子、山田麻衣子 他
- 2012年 - TVドラマ「ふたりシリーズ カウンターのふたり#005『虚構の夜』」BS12ch TwellV 演出:松木創、出演:笛木優子、小市慢太郎 他
- 2012年 - TVドラマ「ふたりシリーズ カウンターのふたり#006『雨やどりの午後』」BS12ch TwellV 演出:千村利光、出演:前田亜季、TETSUYA（EXILE） 他
- 2012年 - TVドラマ「ふたりシリーズ カウンターのふたり#007『しゃべらない女』」BS12ch TwellV 演出:松木創、出演:黄川田将也、川村ゆきえ 他
- 2012年 - TVドラマ「ふたりシリーズ カウンターのふたり#009『米粒の鼓動』」BS12ch TwellV 演出:松木創、出演:春風亭昇太、本田博太郎 他
- 2012年 - TVドラマ「ふたりシリーズ カウンターのふたり#010『最後の花言葉』」BS12ch TwellV 演出:中島良、出演:寺島咲、山本圭 他
- 2012年 - 短編映画「「BUNGO～ささやかな欲望～『注文の多い料理店』」監督:冨永昌敬、原作:宮沢賢治、主演:石原さとみ、宮迫博之
- 2012年 - 短編映画「「BUNGO～ささやかな欲望～『人妻』」監督:熊切和嘉、原作:永井荷風、主演:谷村美月、大西信満
- 2012年 - 短編映画「「BUNGO～ささやかな欲望～『握った手』」監督:山下敦弘、原作:坂口安吾、主演:山田孝之、成海璃子
- 2012年 - 短編映画「「BUNGO～ささやかな欲望～『鮨』」監督:関根光才、原作:岡本かの子、出演:橋本愛、リリー・フランキー、市川実日子 他
- 2012年 - 短編映画「「BUNGO～ささやかな欲望～『幸福の彼方』」監督:谷口正晃、原作:林芙美子、出演:波瑠、三浦貴大、でんでん 他
- 2012年 - 短編映画「「BUNGO～ささやかな欲望～『乳房』」監督:西海謙一郎、原作:三浦哲郎、出演:水崎綾女、影山樹生弥、塩見三省 他
- 2013年 - TVドラマ「ふたりシリーズ カウンターのふたり#011『真夜中の果実』」BS12ch TwellV 演出:松木創、出演:宮澤佐江、丘みつ子 他
- 2013年 - TVドラマ「ふたりシリーズ カウンターのふたり#012『草食系男子』」BS12ch TwellV 演出:中島良、出演:福士誠治、浅見れいな 他
- 2013年 - TVドラマ「ふたりシリーズ カウンターのふたり#013『もうひとつの人生』」BS12ch TwellV 演出:落合正幸、出演:眞島秀和、横山めぐみ
- 2013年 - TVドラマ「ふたりシリーズ カウンターのふたり#014『指名手配の女』」BS12ch TwellV 演出:松木創、出演:映美くらら、永野宗典 他
- 2013年 - TVドラマ「ふたりシリーズ カウンターのふたり#015『赦しを乞う人』」BS12ch TwellV 演出:中島良、出演:竹財輝之助、志賀廣太郎 他
- 2013年 - TVドラマ「ふたりシリーズ カウンターのふたり#016『オニオンスープと二人の男』」BS12ch TwellV 演出:松木創、出演:山本裕典、堀部圭亮
- 2013年 - TVドラマ「ふたりシリーズ カウンターのふたり#018『ゴミ箱に入らないのは、大きすぎるから。』」BS12ch TwellV 演出:松木創、出演:水橋研二、佐藤みゆき 他
- 2013年 - TVドラマ「ふたりシリーズ カウンターのふたり#019『月光浴』」BS12ch TwellV 演出:松木創、出演:石川梨華、土屋裕一
- 2013年 - TVドラマ「ふたりシリーズ カウンターのふたり#020『時計館にて』」BS12ch TwellV 演出:落合正幸、出演:津田寛治、浜田晃
- 2013年 - 映画『絶叫学級』 監督:佐藤徹也、出演:川口春奈、広瀬アリス.松岡茉優、栗原類、波瑠、山本美月 他
- 2013年 - 『ぴったんこ カン★カン』TBSテレビ ゲスト:六角精児 ＃紹介写真
- 2014年 - 連続TVドラマ『地の塩』（全4話）wowow 監督：鈴木浩介、権野元、出演：大泉洋、松雪泰子、田中圭、田辺誠一、板尾創路、陣内孝則 他
- 2014年 - TVドラマ『パンドラ～永遠の命～』wowow 監督：河毛俊作、出演：堺雅人、尾野真千子、石黒賢、鈴木浩介、伊藤歩、伊武雅刀、高橋克実 他
- 2014年 - nottvオムニバスドラマ『結婚させてください！！』エピソード3「愛とトマト」主演：入山杏奈(AKB48) ＃ポスター
- 2014年 - nottvオムニバスドラマ『結婚させてください！！』エピソード4 「お義母さまはモンスター」主演：田中圭 ＃ポスター
- 2014年 - 連続TVドラマ『株価暴落』（全5話）wowow 監督：鈴木浩介、原作：池井戸潤、出演：織田裕二、高嶋政伸、瀬戸康史、川島海荷、平山浩行、竜雷太、鶴田真由、板尾創路、石黒賢、石橋凌 他
- 2015年 - 連続TVドラマ『贖罪の奏鳴曲』（全4話）wowow 監督：青山真治、原作：中山七里、出演：三上博史、染谷将太、とよた真帆、リリー・フランキー 他
- 2015年 - 『上沼・高田のクギズケ！』読売テレビ　ゲスト:六角精児　＃紹介写真
- 2016年 - 映画『蜜のあわれ』　監督:石井岳龍、原作:室生犀星、出演:二階堂ふみ,大杉漣,真木よう子,高良健吾
- 2016年 - 映画『SHARING』　監督:篠崎誠、主演:山田キヌヲ,樋井明日香　＃メインビジュアル撮影
- 2016年 - 映画『晴樹のサンダルが脱げそう』　原作・脚本・監督:加藤啓、主演:中川晴樹
- 2016年 - Netflixドラマ『火花』（第10話）　監督:廣木隆一、原作:又吉直樹、主演:林遣都（スチール応援）
- 2016年 - 映画『夏美のホタル』　監督:廣木隆一、原作:森沢明夫、主演:有村架純
- 2016年 - 『ザ・インタビュー～トップランナーの肖像～』　BS朝日　ゲスト:六角精児　＃紹介写真
- 2016年 - 『じっくり聞いタロウ　～スター近況(秘)報告～』テレビ東京　ゲスト:なすび　＃紹介写真
- 2016年 - 映画「ドグマ96#6「TEN GOODBYES」谷口恒平パート『PINK』」　監督:谷口恒平、出演:相田千里,須田浩章,裕木つゆ,橋本まつり,中松俊哉,望月葉子
- 2016年 - 映画「ドグマ96#6「TEN GOODBYES」井坂優介パート『dead friend』」　監督:井坂優介、出演:野沢うた,相田淑見,ほりかわひろき,他
- 2016年 - 映画「ドグマ96#6「TEN GOODBYES」中川究矢パート『走れ！』」　監督:中川究矢、出演:亜矢乃,長谷川葉生,堤千穂,尾道絵菜,佐伯美波,金沢涼恵,松竹史桜,芦原健介,金砠柱,他
- 2017年 - 「リトルトーキョーライフ『質問道場』」テレビ東京 文房具師範:高畑正幸　＃プロフィール写真
- 2017年 - 『ぴったんこ★カンカン』TBSテレビ　ゲスト:六角精児　＃紹介写真
- 2017年 - MOOSIC LAB
- 2017コンペティション参加「加藤啓×伊藤ヨタロウ組」映画『ねえこの凹（アナボコ）にハマる音をちょうだい』　原作・脚本・監督:加藤啓、出演:伊藤修子,長井短,井深克彦,うらじぬの（劇団子供鉅人）,原田優一,池田香織,中川晴樹（ヨーロッパ企画）,伊藤ヨタロウ,他
- 2017年 - ドラマ『ファイナルライフ』　＃劇用写真＆スチール応援
- 2017年 - 『スーパーJチャンネル』テレビ朝日（ANN）系列　特集 （バラエティ/情報）出演:比佐仁　＃紹介写真
- 2018年 - 映画『カマキリの夜』　監督:中川究矢、出演:西村喜廣,千葉美紅,金子二郎
- 2018年 - プラチナイト木曜ドラマF『リピート ～運命を変える10か月～』読売テレビ・日本テレビ系（スチール応援）
- 2018年 - 土曜スペシャル『オールドカーでぐるぐる 昇太のレトロを探そう』テレビ東京　ゲスト:六角精児　＃紹介写真
- 2018年 - 『ありえへん∞世界 ～とんでもない新着トピックス～』テレビ東京　ゲスト:六角精児　＃紹介写真
- 2018年 - 映画『ルームロンダリング』　監督:片桐健滋監督、主演:池田エライザ（スチール応援）
- 2018年 - 映画『OUT-AND-OUT』　監督:きうちかずひろ、原作:木内一裕、主演:遠藤憲一（スチール応援）
- 2019年 - 短編映画『海まで何マイル』　監督:廣木隆一、出演:菜葉菜,高良健吾,植田紗々,麻美,村田秀亮(とろサーモン),好井まさお(井下好井),本坊元児(ソラシド),水口靖一郎(ソラシド)
- 2020年 - ドラマ『年の差婚』MBS/TBSドラマイズム　監督:廣木隆一,稲葉博文、主演:葵わかな,竹財 輝之助
- 2020年 - 映画『約束のネバーランド』　監督:平川雄一朗、主演:浜辺美波,城桧吏,板垣李光人（スチール応援＆第1報用メインビジュアル）
- 2021年 -
- Netflix映画『彼女』監督:廣木隆一、原作:中村珍「羣青」（小学館刊）、主演:水原希子,さとうほなみ（「ゲスの極み乙女。」ドラマー：ほな・いこか）
- 2021年 - 映画『キャラクター』監督:永井聡、出演:菅田将暉,Fukase(「SEKAI NO OWARI」)
- 2021年 - 連続ドラマ『うきわ―友達以上、不倫未満―』（全8話）テレビ東京系 監督:風間大樹,太田良、出演:門脇麦,森山直太朗、他
- 2021年 - 連続ドラマ『うきわ ー他人以上、友達未満ー Paraviオリジナルストーリー』（全8話）Paravi独占配信 監督:太田良,高橋名月、出演:小西桜子,高橋文哉、他（スチール応援）
- 2021年 - 連続めざましドラマ『めぐる。』（全10話）フジテレビ 監督:太田良、出演:井ノ原快彦,白洲迅,福本莉子,三田佳子,井上清華、他　＃中居挙子と2人体制
- 2021年 - 連続ドラマ『めぐる。』（全8話）FOD 監督:太田良,品田俊介、出演:井ノ原快彦,白洲迅,福本莉子,三田佳子,井上清華、他　＃中居挙子と2人体制
- 2022年 - 連続ドラマ『それ忘れてくださいって言いましたけど。』（全8話）Paraviオリジナル 監督:太田良、出演:市川実日子,曽我部恵一,夏帆,唯野未歩子,渡辺大知,湯川ひな,小松利昌,北村有起哉,西島秀俊,吉田羊
- 2022年 - 映画『母性』監督:廣木隆一、主演:戸田恵梨香,永野芽郁　＃クライマックスシーンのみ
- 2022年 - 連続TVドラマ『DORONJO』wowow　主演:池田エライザ（スチール応援）
- 2022年 - 連続ドラマ『仮面ライダーBLACKSUN』　＃吉田羊ティザービジュアル撮影
- 2022年 - 映画『千夜、一夜』監督:久保田直、出演:田中裕子,尾野真千子,安藤政信,ダンカン,他
- 2022年 - 映画『ブラックナイトパレード』監督:福田雄一、出演:吉沢亮,橋本環奈,中川大志,渡邊圭祐,他
- 2023年 - Lemino連続ドラマ『放課後 ていぼう日誌』　監督:堀江貴大、出演:莉子,池間夏海,鶴嶋乃愛,菊地日菜子,大野いと、他（スチール応援）
- 2023年 - 連続ドラマ『潜入捜査官 松下洸平』(全5話)Tverオリジナル 監督:湯浅弘章、出演:松下洸平,馬場ふみか,古田新太,佐藤浩市,他
- 2024年 - 連続ドラマ『マルス-ゼロの革命-』テレビ朝日　監督:平川雄一朗,片山修,竹園元,二宮崇、出演:道枝駿佑,板垣李光人,吉川愛,井上祐貴,横田真悠,山時聡真,泉澤祐希,日向亘,他（スチール応援）
- 2024年 - 連続ドラマＷ-３０『白暮のクロニクル』wowow　監督:中川和博,佐々木豪、出演:神山智洋,松井愛莉,他（スチール応援）
- 2024年 - アイオケMV『アイドルイノベーション』　監督:佃尚能
- 2024年 - 映画『夏目アラタの結婚』　監督:堤幸彦、主演:柳楽優弥

## CDジャケット・ブックレット
- 1999年 - NYLON 100°C 14th SESSION『THE GUNBEES SHOW ORIGINAL SOUND TRACK』（SILLY WALK）
- 2002年 - calyn 2ndアルバム『BLACK BITTER＆SWEET』（リズメディアトライブ）
- 2003年 - MISIA／Calyn／TIGER LOVEバラード集『SLOW JAM』（リズメディアトライブ）
- 2004年 - tetrapletrap-F×The Shinno!『少年サーフライダー』 （富士山麓レコーズ）
- 2004年 - tetrapletrap-F 1stマキシシングル『純水サーフライダー E.P.』（富士山麓レコーズ）
- 2006年 - オリジナル・サウンドトラック『サイレン』（KI／OON RECORDS）
- 2007年 - コンピレーション・アルバム『Holy 8bit Night』（VORC Records）
- 2008年 - コンピレーション・アルバム『Holy 8bit Night plus』（VORC Records）
- 2014年 - 『TRAVELLING AUGUST Concert』　[AUGUST/Side Connection Music]
- 2016年 - Blu-ray『トラベリング・オーガスト2015 in 東京オペラシティ』[AUGUST/Side Connection Music]

## その他活動

### TV出演
- 1995年 - 『FASHION CHANNEL NEWS ＃313 写真のX世代 ～'90年代の新鋭フォトグラファーたち～」CTT4ch. インタビュー出演（インタビューアー：相模浩）
- 1996年 - 『トゥナイト』テレビ朝日 インタビュー出演（インタビューアー：青木愛）
- 1999年 - 『真夜中の王国』NHK BS2 インタビュー出演
- 2001年 - 『原宿姫と原宿殿下』BS日本 ゲスト出演（レギュラー出演：千秋、濱口優（よいこ））
- 2002年 - TVドラマ『天国への階段』読売テレビ 作品貸出
- 2007年 - 『すぎなみニュース』ケーブルテレビ J:COM 2ch 取材（小学生対象ワークショップ『スマイル！-きみも小さなカメラマン-』）
- 2011年 - 「土ようマルシェ『もぎたてマルシェ「浴衣」「靴・前編」』」NHK総合 ゲスト出演（MC：徳井義実、MEGUMI、川瀬良子、神田愛花（アナウンサー））

### 審査員
- 1997年 - 「第11回大なんば祭『なんばde学校天国』1000人の女の子が見たなんば写真展」審査員：飯沢耕太郎、蜷川実花、中野愛子、清水さゆり、山本香、妹尾泰枝（元精華小学校 大阪）
- 2004年 - 『スター・ビーチフォトコンテスト』審査員：吉田ルイ子、小林紀晴、中野愛子（スター・ビーチ）
- 2011年 - 「アツギのゲンキ フォトコンテスト」審査員：中野愛子

### 講演
- 1996年 - GALLERY ART SPACE PRODUCE『ROOM』TATSUO INAGAKI & GOSO TOMINAGA COLLABORATION PROJECT -INTERVIEWS-「写真家による写真論」野口里佳、中野愛子
- 1997年 - 「第11回大なんば祭『なんばde学校天国』夢の授業「出てこい、若手フォトグラファー」飯沢耕太郎、蜷川実花、中野愛子、清水さゆり、山本香、妹尾泰枝
- 1999年 - 「水戸アニュアル'99『プライベートルーム-新世代の写真表現』」出品作家によるトーク「中野愛子VS宇宙レコード『誰かさんじゃない日』 」
- 2001年 - 『進学わくわくライブ』「仕事体験ストリート」相談員
- 2002年 - 「第一期はじめてゼミ」ゲスト講師
- 2004年 - 「小林顕作本発売記念『体にワルイ写真展』中野愛子×藤里一郎」イベント 小林顕作、中野愛子、藤里一郎、大堀こういち
- 2005年 - 杉野服飾大学「実践的メディアアート論」非常勤講師
- 2006年 - 杉野服飾大学「実践的メディアアート論」非常勤講師
- 2007年 - 小学生対象ワークショップ『スマイル！-きみも小さなカメラマン-』講師 企画：NPO芸術資源開発機構・助成：子どもゆめ基金vol.5・協力：キヤノンマーケティングジャパン株式会社 （杉並区立浜田山児童館）
- 2007年 - 杉野服飾大学服飾学部服飾学科新入生「日野オリエンテーション」特別講演会講師
- 2007年 - 杉野服飾大学「実践的メディアアート論」非常勤講師
- 2007年 - 中野愛子×藤里一郎×池田鉄洋 写真展『愛子と一郎のイケテルンバ』「サイン会＆ミニ・トークショー」
- 2007年 - ポかリン記憶舎＃14『息・秘そめて』「トークセッション」ゲスト
- 2007年 - 杉野服飾大学「先端ファッション表現演習」非常勤講師
- 2007年 - 日本写真芸術専門学校「公開講座『写真家に聞く私のライフワーク 第二回』」ゲスト （聞き手：鳥原学）
- 2007年 - 日本橋学館大学美学芸術専攻芸術フォーラム「演技とその表象」企画talk session『俳優を撮る-写真家：中野愛子に聞く』ゲスト （聞き手：井上優）
- 2007年 - 文化服装学院「スタイリスト特論『カメラマンとスタイリストの関わり』」特別講師
- 2008年 - 写真ワークショップ『愛子と一郎に、オソワルンバ』講師
- 2008年 - 『池田鉄洋×愛子と一郎とあいみの、シャベルンバ』 「ミニトークショー＆サイン会」
- 2008年 - 杉野服飾大学「実践的メディアアート論」非常勤講師
- 2008年 - 杉野服飾大学「先端ファッション表現演習」非常勤講師
- 2008年 - 写真公募展「川口百景-我がまち川口・再発見- 川口市制75周年事業」関連イベント ワークショップ：「第3回 中野愛子」講師
- 2008年 - 文化服装学院「スタイリスト特論」特別講師
- 2009年 - 写真ワークショップ『愛子と一郎に、オソワルンバ2』「ドキドキ編」講師
- 2009年 - 写真ワークショップ『愛子と一郎に、オソワルンバ2』「ワクワク編」講師
- 2009年 - 杉野服飾大学「実践的メディアアート論」非常勤講師
- 2009年 - アドウェイズ・ピクチャーズ プレゼンツ「ワークショップ＋1」講師
- 2010年 - 杉野服飾大学「実践的メディアアート論」非常勤講師
- 2010年 - 中野愛子×藤里一郎×中山祐一朗写真展『愛子と一郎のナカヤマンロック』 「ミニトークショー＆サイン会」
- 2010年 - 写真ワークショップ『愛子と一郎に、オソワロック＠東京』講師
- 2010年 - 『「愛子と一郎」のガチンコ写真相談室』相談員
- 2010年 - 写真ワークショップ『愛子と一郎に、オソワロック＠大阪』講師
- 2010年 - 「足利風景 -旅の視線、地の視線-」関連写真ワークショップ「中野愛子ワークショップ『足利写真散歩 -秋の名所で出会った人たち-』」講師
- 2011年 - 杉野服飾大学「実践的メディアアート論」非常勤講師
- 2011年 - 中野愛子×ゲンキノモト。イベント第一弾！写真ワークショップ「写真教室」講師
- 2011年 - 中野愛子×ゲンキノモト。イベント第二弾！「イケメンゆかた男子をゆかたで撮影会」講師
- 2011年 - 300DOORS ワークショップ「こどものための写真わーくしょっぷ」講師
- 2011年 - 中野愛子写真展『松田祥一』中野×松田ミニトークショー「撮ること撮られることについて」 （司会：川連廣明）
- 2011年 - 中野愛子写真展『松田祥一』青木勝紀監督短編映画『ヤクザ編集』上映会（主演：松田祥一、嘉山健一）＋中野×松田×青木ミニトークショー「スチールのモデルと映画の俳優について」 （司会：澁井誠）
- 2011年 - 中野愛子『Season's Greetings』「ギャラリートーク」作品解説＝中野愛子、聞き手＝ケラリーノ・サンドロヴィッチ
- 2011年 - 懐中雑誌『ぱなし』×木の屋石巻水産「缶詰王子」トークイベント＋メイキングV上映（松友倫人、中野愛子、貴島タカヤ、車地瑞保、司会進行：納富廉邦、メイキングV：渡辺ひろみ）（スローコメディファクトリー、下北沢）
- 2012年 - 杉野服飾大学「実践的メディアアート論」非常勤講師
- 2012年 - 『自分で作る本格的な写真集』講師：中野愛子（写真家）・津村明子（製本家）（MOTOYA Book - Cafe - Gallery、渋谷）
- 2013年 - 杉野服飾大学「実践的メディアアート論」非常勤講師
- 2014年 - 杉野服飾大学「実践的メディアアート論」非常勤講師
- 2014年 - Gallery ART SPACE Produce『THE LIBRARY 2014』Ivents 写真と本をめぐるトーク「写真の夜」中野愛子（写真家）×篠原誠司（写真家）（Toki ArtSpace、外苑前）